# Anthrax innublipennis
Anthrax innublipennis är en tvåvingeart som beskrevs av Marston 1970. Anthrax innublipennis ingår i släktet Anthrax och familjen svävflugor. Inga underarter finns listade i Catalogue of Life.